# لويزة دودسونية
لويزة دودسونية (الاسم العلمي: Aloysia dodsoniorum) هو نوع نباتي يتبع جنس اللويزة من فصيلة اللويزية.